# Milkuny (gmina Dziewieniszki)
Milkuny (lit. Milkūnai) − wieś na Litwie, w okręgu wileńskim, w rejonie solecznickim, w gminie Dziewieniszki, 4 km na wschód od Dziewieniszek, zamieszkana przez 85 ludzi.

## Historia
W czasach zaborów wieś rządowa w okręgu wiejskim Milkuny, w gminie Dziewieniszki, w powiecie oszmiańskim, w guberni wileńskiej Imperium Rosyjskiego. W 1866 roku liczył 134 mieszkańców w 14 domach, 71 dusz rewizyjnych, należała do dóbr Jurglany. Pod koniec XIX wieku zamieszkiwało tu 187 osób.
W latach 1921–1945 wieś leżała w Polsce, w województwie wileńskim, w powiecie oszmiańskim, w gminie Dziewieniszki.
W 1931 w 34 domach zamieszkiwały 192 osoby.
Wierni należeli do parafii rzymskokatolickiej w Dziewieniszkach. Miejscowość podlegała pod Sąd Grodzki w Holszanach i Okręgowy w Wilnie; właściwy urząd pocztowy mieścił się w Dziewieniszkach.